# Enrique Royuela
Jesús Enrique Royuela Casamayor (Cuenca, 1976) es un biólogo y virólogo español, especializado en el campo de la biología molecular de los virus. Es investigador y desarrolla su trabajo en el laboratorio de Aislamiento y Detección Viral del Centro Nacional de Microbiología, del Instituto de Salud Carlos III, en Madrid.
En 2012 formó parte del grupo de expertos en Taxonomía y Nomenclatura viral de la Organización Mundial de la Salud en la reorganización de las normas para la asignación de nuevos genotipos del virus de la parotiditis, del que forma parte desde 2011.

## Biografía
Se licenció en Biología en la Universidad de Alicante, España, y realizó los cursos de Doctorado en el campo de la Microbiología en la Facultad de Medicina de la Universidad Complutense de Madrid, mientras comenzaba su trabajo de investigación en el Centro Nacional de Microbiología, en el Área de Virología, en Madrid, España.
Después de llevar a cabo su trabajo de investigación sobre la caracterización de proteínas virales implicadas en la infectividad de los Astrovirus, defendió la Tesis Doctoral en el Departamento de Fisiología, Genética y Microbiología de la Universidad de Alicante. Posteriormente, se incorporó a la plantilla permanente del Centro de Investigaciones Biomédicas en Red (CIBER) como investigador postdoctoral; llevando a cabo su labor como investigador PhD en el campo de la Inmunología y la Filogenia viral.

## Investigación
Sus trabajos han ayudado a comprender los mecanismos celulares y moleculares responsables de la infección de los Astrovirus. Estos descubrimientos podrían resultar fundamentales para el desarrollo de potenciales vacunas contra estos agentes infecciosos y en la localización de moléculas diana para potenciales terapias.
Asimismo, ha contribuido al desarrollo de múltiples métodos moleculares para el diagnóstico tanto de los Astrovirus, como del virus de la parotiditis y de los poliomavirus JC y BK, y a comprender las reorganizaciones genéticas en las regiones no codificantes de los poliomavirus detectados en pacientes con complicaciones neurológicas.

## Divulgación
A finales de 2010, Enrique Royuela creó, junto con otros tres investigadores, la red social de ciencias Feelsynapsis; un espacio multidisciplinar para el aprendizaje y la difusión de la ciencia. Una red social para la comunidad docente, el sector cultural, y el sector de la I+D+i diseñada y desarrollada íntegramente en España, destaca por su versatilidad y su diseño en código abierto.
En 2011, Enrique Royuela consiguió reunir a un grupo de investigadores españoles, entre los que destacan José Antonio López Guerrero y Bernardo Herradón, para crear la revista de ciencia en español Journal of Feelsynapsis(JoF) http://jof.feelsynapsis.com/.
Además de ser el director y  Editor en Jefe Journal of Feelsynapsis ha contribuido creando una Tabla Periódica de Virus y otras partículas infecciosas a aumentar el conocimiento sobre estos microorganismos.
En noviembre de 2014 fundó la publicación en línea Principia y un año más tarde las publicaciones impresas Principia Magazine y Principia Kids, la cual ha recibido distintos premios, entre los que se encuentra el Premio Bitácoras de arte y cultura, otorgado por Radio Televisión Española y La Casa Encendida (2015), Premio Prismas de Divulgación Científica a la mejor web (2016), Premio de Innovación Editorial de la Asociación Española de Publicaciones Periódicas (2017 y 2018), Premio 20Blogs de Innovación, ciencia y tecnología, otorgado por el diario 20 Minutos (2018), así como los premios internacionales MusiChess Art & Sciencie y MusiChess Education (2020).
En 2022 Enrique Royuela fundó el sello Principia tebeos, con el que se inició la serie «Intrépidas» en la que las protagonistas son pioneras de las ciencias como Maryam Mirzakhani, Rita Levi-Montalcini, Wangari Maathai o Margarita Salas. Enrique Royuela, además, es también el guionista de esta serie.
En junio de 2023, lanza el juego «Historia de la ciencia española» desde la editorial de divulgación PRINCIPIA. Una idea que desarrolla con ilustraciones de la asturiana Irene Mateos; un innovador juego lúdico y educativo que busca entretener y, al mismo tiempo, resaltar los importantes logros científicos alcanzados por los españoles a lo largo de la historia.

## Publicaciones
Ha publicado artículos científicos en revistas de alto impacto en el campo de la virología y la microbiología y también pertenece al consejo de editores y redactores de numerosas revistas entre la que se encuentra Oriental Journal of Microbiological Research and Advances in Biotechnology.